# Деревня (Львовская область)
Деревня (укр. Деревня) — село в Жолковской городской общине Львовского района Львовской области Украины.
Население по переписи 2001 года составляло 1418 человек. Занимает площадь 38,730 км². Почтовый индекс — 80342. Телефонный код — 3252.

## География
Находится при впадении Деревнянки в Свинью